# 本格拉歌百灵
本格拉歌百灵（学名：Certhilauda benguelensis），是百灵科的一种，分布于安哥拉和纳米比亚。
本格拉歌百灵的平均体重约为44.0克。栖息地包括亚热带或热带的（低地）干草原和亚热带或热带的（低地）干燥疏灌丛。